# کیک میوه
کیک میوه (به انگلیسی: Fruit cake) نوعی از کیک است که در آن خمیر کیک کره‌ای و میوه‌های خوابانده شده در الکل یا میوهٔ آب‌نباتی با یکدیگر پخت می‌شوند. پس از پخت معمولاً مارمالاد زردآلو بر روی کیک مالیده شده و روی کیک با میوه های خشک شده تزئین می‌شود. در این کیک لفظ میوه تنها به معنای میوهٔ درختی نیست و خشکبار را نیز در بر می‌گیرد.